# Composia sybaris
Composia sybaris là một loài bướm đêm thuộc phân họ Arctiinae, họ Erebidae.